# Temple protestant de Saintes
Le temple protestant de Saintes est le principal lieu de culte de l'Église protestante unie de France de la ville de Saintes, dans le département de la Charente-Maritime. 

## Histoire
Le temple actuel est l'héritier de plusieurs sanctuaires aujourd'hui détruits. Un premier temple est édifié au début du XVIIe siècle dans ce qui est aujourd'hui le quartier Saint-Vivien, soit en dehors de l'ancienne enceinte urbaine – le clergé catholique ayant obtenu que l'exercice du culte réformé soit interdit dans les villes épiscopales par l'édit de Nantes. Dédicacé en 1602, il est détruit en 1685 après la publication de l'édit de Fontainebleau,.
L'existence d'un troisième temple est attestée dès 1802, ce dernier servant au culte jusqu'au début du XXe siècle. Une communauté protestante active est ainsi attestée tout au long du XIXe siècle.
Une société civile baptisée « La solidarité » est fondée à l'initiative d'un couple de particuliers nommés Louis Jaud et Marie Daniaud à la fin du XIXe siècle. Cette dernière est chargée de l'acquisition d'un terrain afin que puisse être bâti un nouveau temple pour la communauté protestante. La construction du bâtiment est confiée à l'architecte parisien Augustin Rey, lequel achève le sanctuaire en 1906.

## Architecture
Bâti en pierre et béton armé, le temple présente une composition intérieure tripartite s'inspirant de l'architecture chrétienne traditionnelle, loin des formes épurées des temples néo-classiques qui parsèment la campagne saintongeaise. Son plan comprend une nef voûtée en plein cintre flanquée de bas-côtés surmontés de tribunes, ce afin d'augmenter la capacité d'accueil du sanctuaire. 
La façade mêlant influences néo-romane et néo-byzantine est ornée de motifs végétaux et géométriques rappelant l'art nouveau. Des vitraux réalisés par le maître-verrier Félix Gaudin ornent les ouvertures. Les plus marquants sont ceux de la façade et de la grande baie zénithale cruciforme à 15 mètres de haut,,. Le style éclectique du temple, mêlant éléments néo-roman, néo-byzantin et art nouveau lui vaut une inscription au titre des monuments historiques en 1998.